# Nära livet
Nära livet (en català seria: "Al llindar de la vida") és una pel·lícula sueca d'Ingmar Bergman, estrenada el 1958. Condensat dels temes de Bergman sobre la vida, la mort, la parella i la família a través de l'embaràs i el naixement, en continuïtat i en paral·lel amb Maduixes silvestres.

## Argument
En graus diferents d'embaràs, tres dones es troben en una sala de maternitat d'un hospital: Stina Andersson (Eva Dahlbeck) està a punt de donar a llum, Cecilia Ellius (Ingrid Thulin) acaba de patir un avortament involuntari i Hjördis Petterson (Bibi Andersson) s'està recuperant d'un intent fallit d'avortament. Segueix una porta oberta sobre la immensitat i la universalitat de la vida.

## Repartiment
- Erland Josephson: Anders Ellius
- Ingrid Thulin: Cecilia Ellius
- Eva Dahlbeck: Stina Andersson
- Barbro Hiort-Af-Ornas: Brita
- Bibi Andersson: Hjördis Petterson

## Guardons
La pel·lícula va rebre el premi a la millor interpretació femenina per a Ingrid Thulin, Eva Dahlbeck, Barbro Hiort-Af-Ornas i Bibi Andersson i el de millor direcció per a Ingmar Bergman en el Festival Internacional de Cinema de Canes de 1958. El director també havia estat nominat a la Palma d'Or.